# تروکی اوریگوچی
تروکی وریگوچی (ژاپنی: 折口 輝樹؛ زادهٔ ۲۱ مهٔ ۲۰۰۱) یک بازیکن فوتبال اهل ژاپن است.
از باشگاه‌هایی که در آن بازی کرده‌است می‌توان به باشگاه فوتبال سرزو اوساکا اشاره کرد.